# Castello di Bodiam
Il castello di Bodiam (in inglese Bodiam Castle) è un antico castello risalente al XIV secolo sito nei pressi di Robertsbridge, un piccolo villaggio dell'East Sussex (Inghilterra). È noto soprattutto per la sua caratteristica posizione, al centro di un fossato completamente colmo d'acqua. Fu costruito nel 1385 da sir Edward Dalyngrigge, un ex cavaliere di Edoardo III, con il permesso di Riccardo II, probabilmente per difendere l'area da eventuali invasioni francesi durante la guerra dei cent'anni. Di pianta quadrangolare, il castello è privo di dongione e le sue varie stanze sono costruite lungo le mura difensive esterne e nei cortili interni. I suoi angoli e l'ingresso sono contrassegnati da torri e sormontate da merli. La sua struttura, i dettagli e la posizione in un paesaggio acquatico artificiale sono indice di una particolare attenzione all'aspetto estetico durante la progettazione, pari a quella dedicata alla finalità difensiva. Fu l'abitazione della famiglia Dalyngrigge e il centro del feudo di Bodiam.
Il possesso del castello di Bodiam passò attraverso diverse generazioni di Dalyngrigge, finché la loro stirpe non si estinse e il castello fu acquisito tramite matrimonio dalla famiglia Lewknor. Durante la guerra delle due rose Thomas Lewknor sostenne la casa di Lancaster, perciò, quando Riccardo III della casa di York divenne re nel 1483, un'armata fu inviata ad assediare il castello di Bodiam. Non sono riportate informazioni sulla durata dell'assedio, tuttavia si pensa che Bodiam sia stata consegnata senza opporre molta resistenza. Il castello fu confiscato, ma tornò ai Lewknors quando Enrico VII Tudor divenne re nel 1485. I discendenti dei Lewknors mantennero il possesso del castello almeno fino al XVI secolo.
All'inizio della guerra civile inglese, nel 1641, il castello di Bodiam era di proprietà di lord Thanet: egli supportava la causa realista e vendette il castello per poter pagare le multe inflittegli da parte del parlamento. Il castello fu successivamente smantellato e fu lasciato come un rudere pittoresco, fino al suo acquisto da parte di John Fuller nel 1829. Sotto di lui il castello fu parzialmente restaurato, prima di essere venduto a George Cubitt, I barone Ashcombe, e più tardi a lord Curzon, entrambi i quali intrapresero ulteriori lavori di restauro. Il castello è protetto in quanto monumento classificato di I grado e come Scheduled Monument. Nel 1925 lord Curzon lasciò il castello in eredità al National Trust, che lo aprì alle visite del pubblico.

## Contesto storico

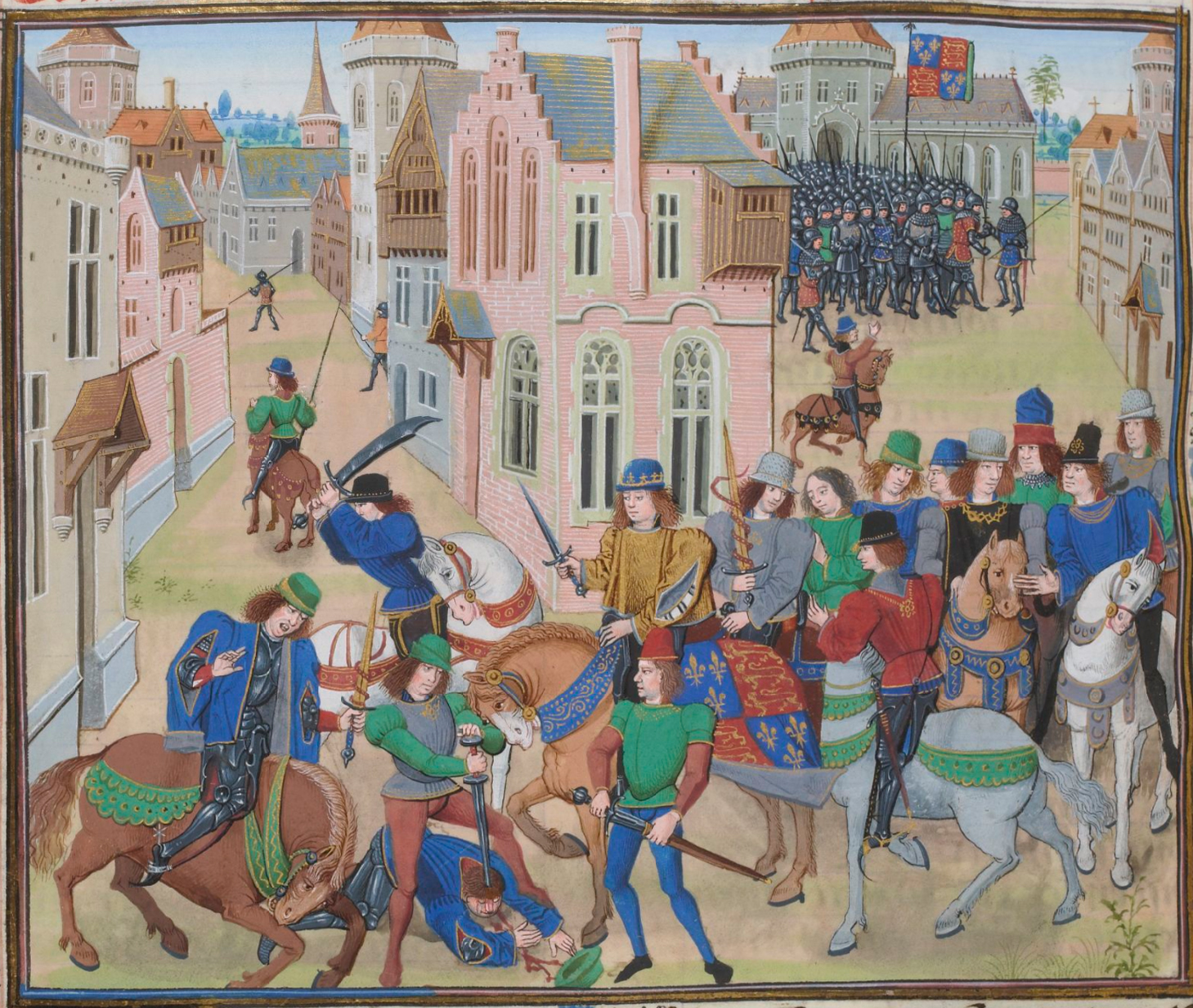
Raffigurazione del XV secolo della morte di Wat Tyler, capo della rivolta dei contadini del 1381. Edward Dalyngrigge aiutò Riccardo II nel sopprimere la rivolta.

Edward Dalyngrigge, essendo un figlio cadetto, non aveva ereditato alcuna proprietà dal padre secondo la pratica della primogenitura, perciò dovette essere unico artefice della propria fortuna. Al tempo della costruzione del castello di Bodiam la guerra dei cent'anni era già iniziata da quasi cinquant'anni: Edoardo III d'Inghilterra (1327-1377) aveva avanzato le proprie pretese al trono di Francia e in quella fase controllava i territori dell'Aquitania e di Calais. In gioventù Dalyngrigge fu uno dei tanti uomini inglesi che si erano recati in Francia per cercare fortuna nelle compagnie di ventura, gruppi di mercenari che combattevano per il miglior offerente: partì per la Francia nel 1367 e viaggiò con Lionello, duca di Clarence, figlio di Edoardo III. Dopo aver combattuto sotto il comando del conte di Arundel si unì alla compagnia di sir Robert Knolles, un comandante mercenario noto per aver guadagnato 100 000 corone d'oro con saccheggi e razzie; operando in queste organizzazioni, Dalyngrigge si procurò il denaro per costruire in seguito il castello di Bodiam. Tornò in Inghilterra nel 1377 e nel 1378 era proprietario del feudo di Bodiam, acquisito tramite il matrimonio con un'ereditiera di una famiglia di proprietari terrieri. Dal 1379 al 1388 fu inoltre cavaliere della contea di Sussex, nonché una delle persone più influenti dell'intera contea. In quegli anni fece domanda al re allo scopo di ottenere una licenza per la costruzione di un castello.
Il trattato di Bruges (1375) assicurò la pace per due anni tra Inghilterra e Francia, ma alla sua scadenza il conflitto riprese. Nel 1377 a Edoardo III successe Riccardo II. Durante la guerra, Inghilterra e Francia lottarono per il controllo della Manica, con incursioni su entrambe le coste; con la rinnovata ostilità, il parlamento inglese votò per investire del denaro per la difesa e la fortificazione della costa meridionale dell'Inghilterra: furono quindi erette difese nel Kent, in previsione di un'invasione francese. Oltre alle minacce esterne, l'Inghilterra affrontò anche disordini interni, nella cui soppressione fu coinvolto Dalyngrigge, il quale contribuì in particolare a soffocare la rivolta dei contadini del 1381. Uno statuto del 1383 concesse al feudo di Bodiam il permesso per lo svolgimento di un mercato settimanale e di una fiera annuale. Nel 1385 una flotta francese di 1 200 tra cocche, chiatte e galee si radunò al di là della Manica a Sluis, nelle Fiandre, facendo cadere in preda al panico la popolazione dell'Inghilterra meridionale. Più tardi quello stesso anno, Edward Dalyngrigge ottenne una licenza per la fortificazione del suo maniero.

## Costruzione e uso
(Estratto dalla licenza di costruzione che permise a Edward Dalyngrigge di costruire un castello, dai Patent Rolls del 1385-1389.)

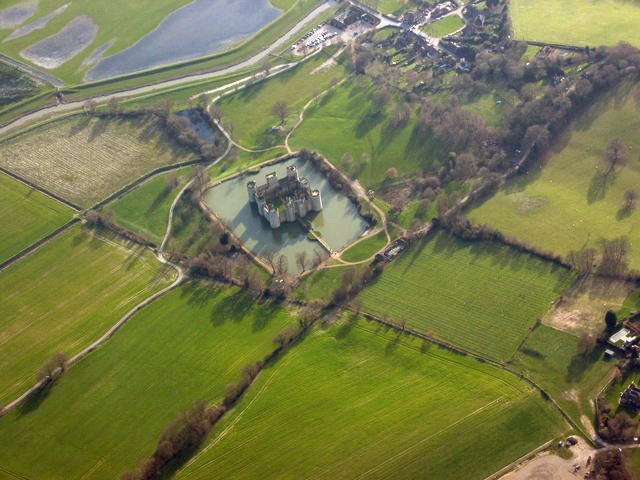
Il sito in cui fu costruito il castello

La licenza di Dalyngrigge, concessa da Riccardo II, gli permetteva di rafforzare il maniero già esistente, ma il cavaliere scelse invece un nuovo sito per costruirvi da zero un nuovo castello. La costruzione fu completata in un'unica fase e la maggior parte del castello fu realizzata nello stesso stile architettonico: da ciò l'archeologo David Thackray ha dedotto che il castello di Bodiam fu costruito rapidamente, forse a causa della minaccia francese, mentre solitamente i castelli di pietra necessitavano di molto tempo per la costruzione ed erano costosi, tanto da richiedere migliaia di sterline. Dalyngrigge fu capitano del porto di Brest, in Francia, dal 1386 al 1387 e probabilmente a causa di ciò fu assente per i primi anni di costruzione del castello. Il castello sostituì il vecchio maniero come residenza principale di Dalyngrigge e come centro amministrativo del feudo. Non è riportata la data in cui il castello di Bodiam fu completato, tuttavia Thackray suggerisce che sia avvenuto prima del 1392; Dalyngrigge non ebbe modo di passare molto tempo nel castello completato, poiché morì nel 1395.
Le sue proprietà, incluso il castello, furono ereditate dal figlio, John Dalyngrigge. Come suo padre anch'egli godeva del favore del re e fu descritto come "cavaliere del re"; nel 1400 gli fu concesso un assegno annuale di cento marchi da parte del sovrano; morto il 27 settembre 1408, per sua volontà testamentaria i suoi averi passarono alla vedova, Alice. John e Alice non ebbero figli così, alla morte della donna nel 1443, il castello e tutte le proprietà furono ereditati da Richard Dalyngrigge, cugino di John. Richard a sua volta morì senza eredi e, in accordo con la volontà di John, nel 1470 il tutto passò a Philippa, sorella di Richard, la quale era sposata con sir Thomas Lewknor, membro di una famiglia di spicco del Sussex proprietaria di terreni in tutto il paese.

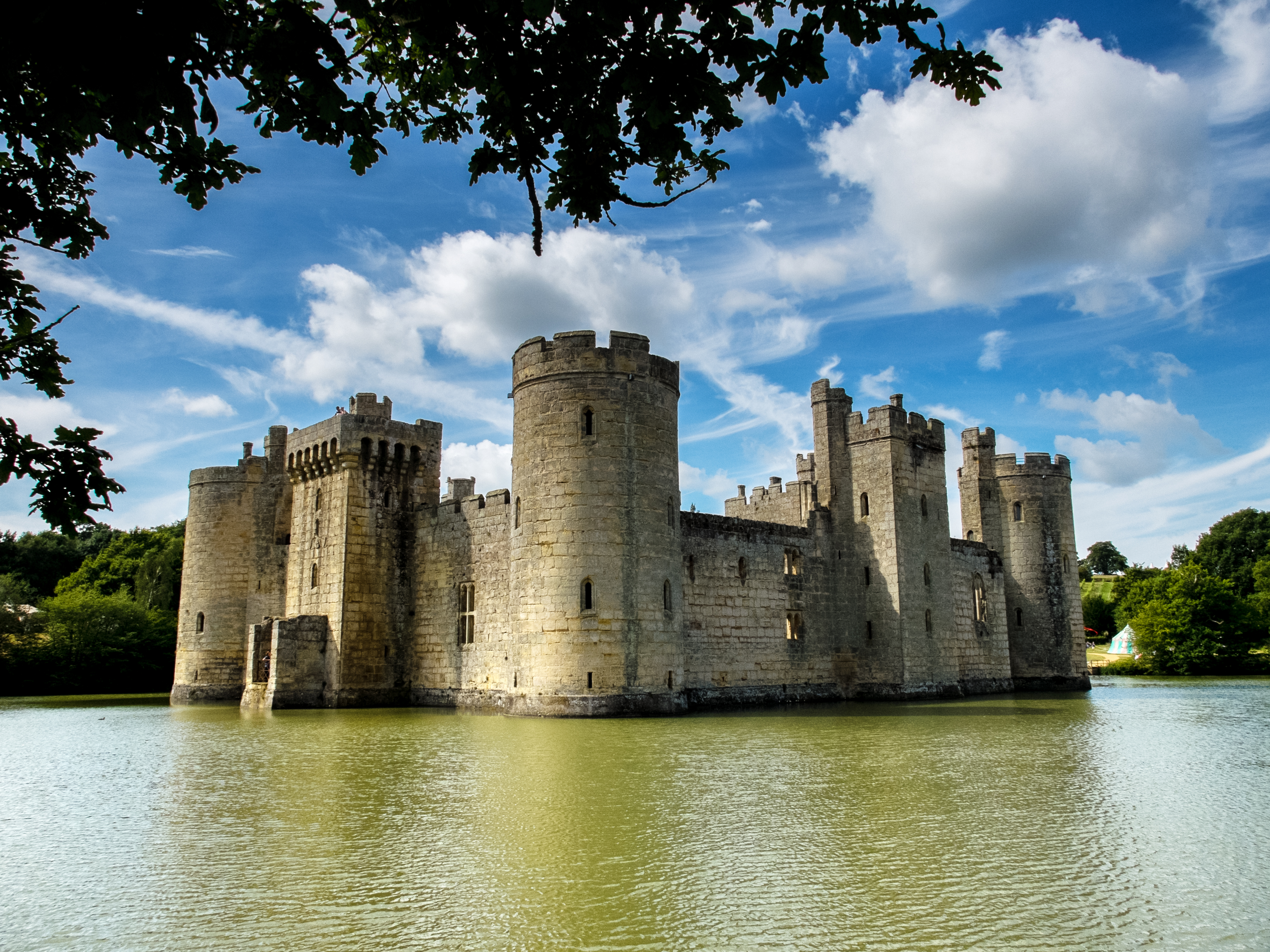
Veduta del castello con il suo fossato

Thomas Lewknor sostenne i Lancaster durante la guerra delle due rose, iniziata nel 1455. Quando Riccardo degli York ascese al trono come Riccardo III nel 1483, Lewknor fu accusato di tradimento e di radunare uomini in armi nel Sud-est dell'Inghilterra. Nel novembre 1483 lo zio di Lewknor e Thomas Howard, conte del Surrey, furono autorizzati a radunare gli uomini e ad assediare il castello di Bodiam, in cui si era rifugiato Lewknor. Non vi sono notizie riguardo al proseguimento o meno dell'assedio: Thackray suggerisce che Lewknor si arrese senza opporre molta resistenza. La proprietà fu confiscata e Nicholas Rigby fu nominato connestabile del castello ma, con l'ascesa di Enrico VII al trono inglese, il provvedimento di confisca fu revocato e il castello tornò a Lewknor; tuttavia non tutto il terreno circostante fu restituito alla famiglia fino al 1542. Il possesso del castello di Bodiam passò attraverso diverse generazioni della famiglia Lewknor; sebbene l'eredità del castello possa essere rintracciata attraverso i secoli XVI e XVII, non si conosce molto in merito a come fu utilizzato in questo periodo o se la famiglia vi abbia trascorso molto tempo.
Dopo la morte di sir Roger Lewknor nel 1543, i suoi beni furono divisi tra i suoi discendenti e il castello fu separato dal feudo; John Levett di Salehurst acquistò il primo nel 1588. Nel 1623 la maggior parte dei terreni di Bodiam fu acquistata da sir Nicholas Tufton, poi conte di Thanet; suo figlio John Tufton, II conte di Thanet, ereditò le proprietà alla morte del padre nel 1631 e riunì il possesso del castello e del feudo quando comprò il castello di Bodiam nel 1639. Tufton sostenne la causa realista durante la guerra civile inglese, condusse un attacco a Lewes e fu coinvolto nella sconfitta realista a Haywards Heath. Il parlamento confiscò alcune delle sue terre nel 1643 e altre nel 1644, inoltre gli inflisse una multa di 9 000 sterline (equivalenti a 1,4 milioni di sterline nel 2008): per poter pagare la multa Tufton vendette il castello di Bodiam per 6 000 sterline (900 000 nel 2008) nel marzo 1644 a Nathaniel Powell, un roundhead.

## Rovina pittoresca

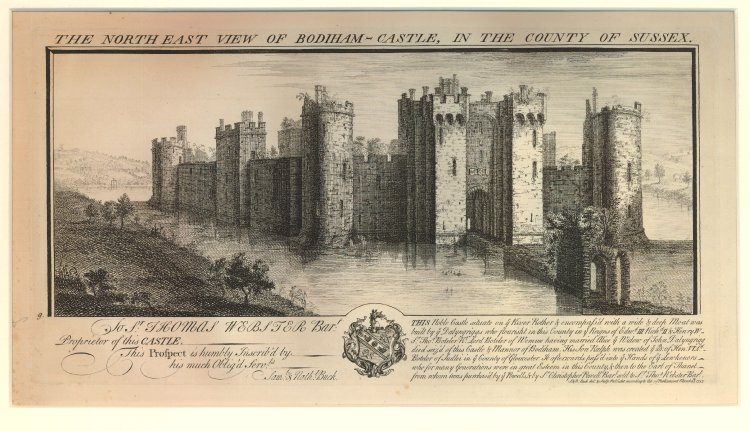
Incisione del 1737 di Samuel e Nathaniel Buck, che mostra il castello di Bodiam da nord-est

Dopo la guerra civile, Powell fu nominato baronetto da Carlo II d'Inghilterra e, sebbene non sia riportato quando il castello fu parzialmente demolito, è probabile che sia accaduto dopo l'acquisto da parte di Powell. Durante e dopo la guerra civile molti castelli furono smantellati per impedirne il riutilizzo; tuttavia, non tutti furono completamente abbattuti e le mura perimetrali furono risparmiate. A Bodiam fu ritenuto sufficiente smantellare il barbacane, i ponti e gli edifici all'interno del castello. Quando Nathaniel Powell morì, nel 1674 o 1675, il castello di Bodiam passò a suo figlio, chiamato anch'esso Nathaniel; dopo il secondo Nathaniel, il castello passò a Elizabeth Clitherow, sua nuora.
Nel 1722 sir Thomas Webster acquistò il castello e per oltre un secolo esso e le sue terre rimasero in mano alla famiglia Webster. Fu in questo periodo che il sito divenne popolare come una sorta di precoce attrazione turistica, per via del suo forte richiamo al periodo medievale. Le prime immagini del castello di Bodiam sono databili dalla metà del XVIII secolo, quando fu raffigurato come un rudere ricoperto di edera. Le rovine e gli edifici medievali come il castello di Bodiam sono serviti come ispirazione per la rinascita dell'architettura gotica e per la ristrutturazione delle vecchie strutture.
Il terzo sir Godfrey Webster iniziò a cercare acquirenti per il castello nel 1815 e riuscì a venderlo nel 1829, insieme a 24 acri (10 ettari o 97 124 m²) di terreno circostante, a John "Mad Jack" Fuller, per 3 000 sterline (equivalenti a 230 000 sterline nel 2008). Fuller riparò una delle torri, aggiunse nuove porte al sito e rimosse il cottage che era stato costruito all'interno del castello nel XVIII secolo; si pensa, peraltro, che abbia acquistato il castello per evitare che la famiglia Webster lo smantellasse e ne riutilizzasse i materiali. George Cubitt, poi barone di Ashcombe, acquistò il castello e i suoi 24 acri dal nipote di Fuller nel 1849, per oltre 5 000 sterline (450 000 nel 2008). Cubitt continuò la ristrutturazione iniziata da Fuller, commissionò la prima indagine dettagliata sul castello nel 1864 e intraprese le riparazioni della torre nell'angolo sud-ovest, che era quasi interamente crollata; essendo allora diffusa la moda delle rovine coperta di edera la vegetazione non fu rimossa, nonostante il suo effetto negativo sulla muratura, e furono lasciati anche gli alberi che erano nati nel cortile.

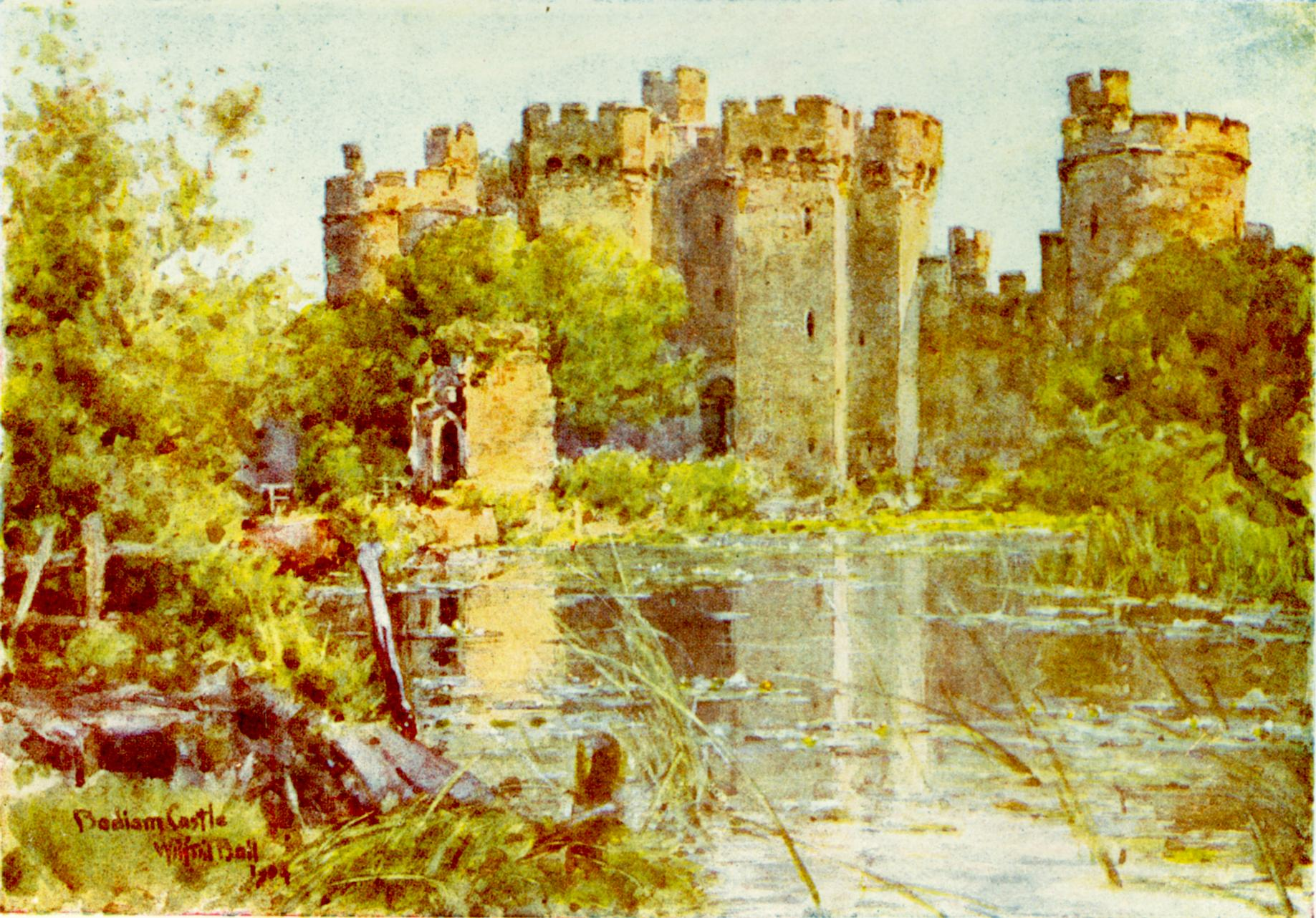
Un acquerello del 1906 di Wilfrin Ball illustra le rovine ricoperte di vegetazione e il fossato trascurato del castello. Dopo essere stato parzialmente smantellato, Bodiam fu lasciato come una rovina pittoresca.

Lord Curzon si interessò al castello di Bodiam e decise che "un tesoro così raro non dovrebbe né essere perso nel nostro paese né profanato da mani irriverenti". Curzon verificò la possibilità di acquistare il castello ma Cubitt non aveva intenzione di venderlo; tuttavia, dopo la morte di Cubitt, Curzon riuscì ad accordarsi con il figlio di questi, comprando il castello di Bodiam e le sue terre nel 1916. Curzon iniziò un ampio programma di lavori nel 1919 e avvalendosi dell'intervento dell'architetto William Weir restaurò diverse parti del castello. Il fossato, con una profondità media di 1,50 metri e la massima di 2,10 metri nell'angolo sud-est, fu prosciugato e furono rimossi 90 centimetri di fango e limo; durante gli scavi furono scoperti i basamenti originari dei ponti del castello. Nelle vicinanze furono rimosse siepi e recinzioni per fornire una migliore vista del castello, furono condotti scavi anche all'interno e fu rinvenuto un pozzo nel seminterrato della torre di sud-ovest. La vegetazione selvatica fu rimossa, le pietre riparate e il pavimento originario restaurato in tutto il castello. Fu costruito un cottage da adibire a museo in cui mostrare i reperti provenienti dagli scavi e fu costruita anche un'abitazione per il custode. Curzon, alla sua morte nel 1925, lasciò il castello di Bodiam in eredità al National Trust.
Il National Trust continuò i lavori di restauro e aggiunse nuovi tetti per le torri e per il corpo di guardia. Gli scavi furono ripresi nel 1970 e il fossato fu svuotato ancora una volta. La Commissione Reale per i Monumenti Storici d'Inghilterra effettuò nel 1990 un'indagine sulle opere in terra nei dintorni del castello di Bodiam. Negli anni novanta il maniero fu al centro di un dibattito a proposito degli studi riguardanti l'equilibrio tra interpretazioni militaristiche e sociali di tali siti: le argomentazioni si focalizzarono su elementi quali la forza apparente delle difese (come il fossato imponente) e gli elementi estetici. È stato suggerito che il fossato avrebbe potuto essere drenato in un giorno dal momento che il terrapieno circostante era relativamente modesto, e per questo motivo non avrebbe costituito un serio ostacolo per gli eventuali assedianti; inoltre, le grandi finestre sull'esterno del castello erano debolezze da un punto di vista difensivo. Il castello è uno Scheduled Monument, il che significa che è un edificio storico e un sito archeologico di "importanza nazionale", protetto da modifiche non autorizzate. È anche un edificio di I grado tra i monumenti classificati, riconosciuto come una struttura di importanza internazionale. Da quando è proprietà del National Trust, il castello è stato aperto al pubblico e, secondo i dati diffusi dall'Association of Leading Visitor Attractions, oltre 170 000 persone l'hanno visitato nel 2010. Secondo il parere dello storico Charles Coulson, Bodiam "rappresenta l'ideale popolare di un castello medievale."

## Architettura

### Posizione e paesaggio
La posizione del castello apparentemente fu scelta per proteggere la costa meridionale inglese dagli attacchi francesi, tuttavia un sondaggio paesaggistico da parte della Commissione reale per i Monumenti storici concluse che, se questo fosse stato veritiero, allora il castello di Bodiam sarebbe situato in modo insolito, poiché si trova distante dalla linea costiera medievale.

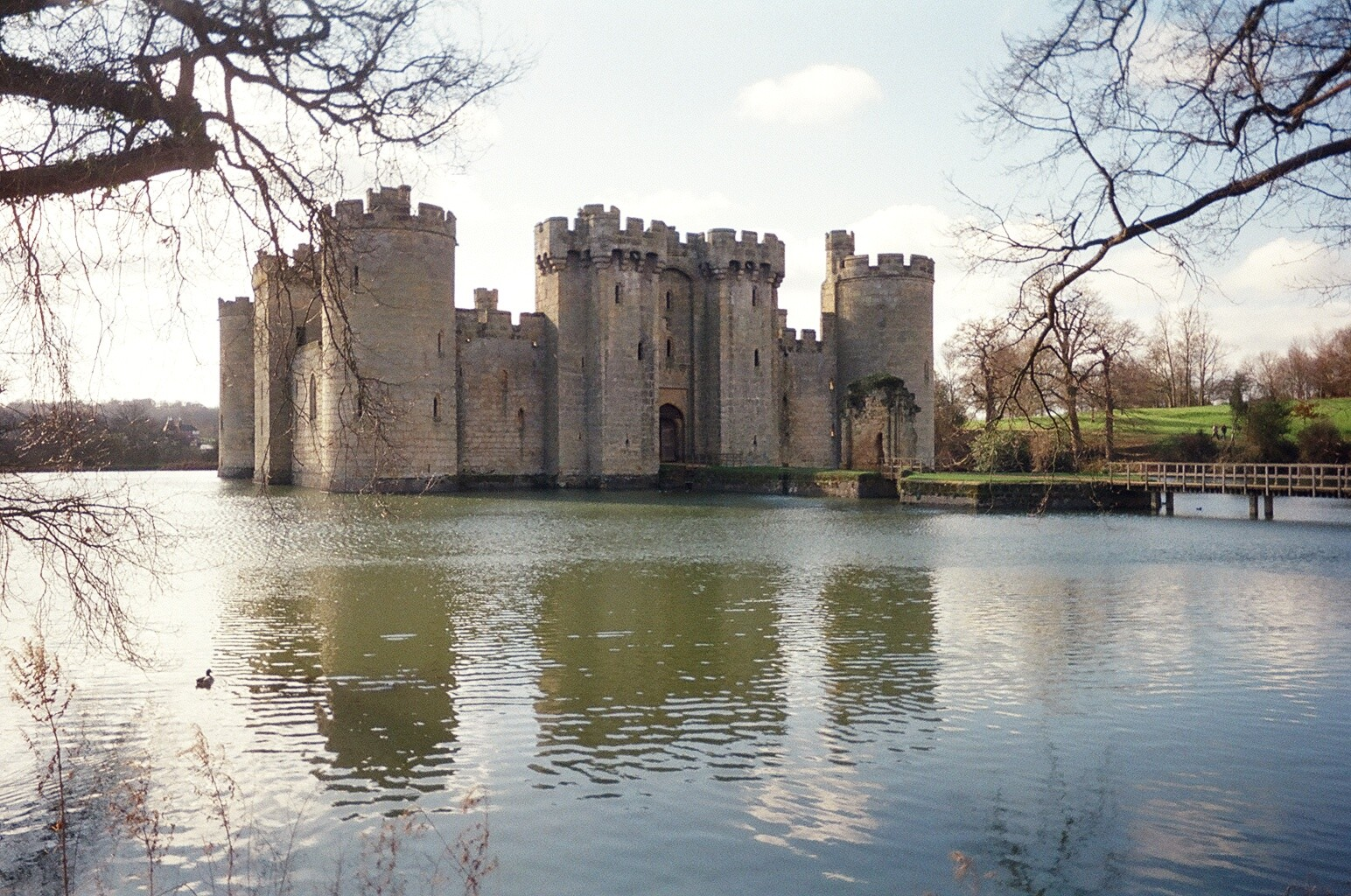
Il castello di Bodiam fu descritto come "la casa da sogno di un vecchio soldato", negli anni sessanta, sebbene i suoi elementi difensivi siano ormai considerati più ornamentali che pratici

L'area intorno al castello fu abbellita nel corso dei lavori per aumentarne il fascino estetico. Gli archeologi Oliver Creighton e Robert Higham descrissero Bodiam come uno dei migliori esempi di abbellimento paesaggistico per mettere in evidenza un castello. Gli elementi legati all'acqua erano originariamente molto estesi, tuttavia solo il fossato è sopravvissuto, insieme ai terrapieni lasciati dalla sua costruzione. Il fossato, di forma all'incirca rettangolare, è fornito da diverse sorgenti naturali, alcune delle quali situate al suo interno, cosa che ha reso difficile il drenaggio durante gli scavi degli anni trenta. Un fossato può impedire agli aggressori di accedere alla base delle mura di un castello, ma nel caso di Bodiam ha anche l'effetto di fare apparire il castello più grande e più impressionante, isolandolo nel suo paesaggio: il fossato è quindi considerato come un elemento più ornamentale che difensivo. L'ingresso nel castello attraverso il fossato e gli stagni annessi era indiretto, offrendo ai visitatori il tempo di osservare il castello nel suo splendore. Lo storico militare Cathcart King descrive l'accesso come formidabile e lo considera alla pari dei castelli del XIII secolo di Edoardo I nel Galles, come il castello di Caerphilly.
Il castello si trova all'incirca al centro del fossato. La postierla sarebbe stata collegata alla riva sud del fossato tramite un ponte levatoio e un lungo ponte di legno. L'ingresso principale sul lato nord del castello è stato successivamente collegato alla riva nord da un altro ponte di legno, tuttavia il percorso originale avrebbe incluso due ponti: uno dall'ingresso principale verso un'isola nel fossato e un altro che collegava l'isola alla sponda occidentale. Per la maggior parte quest'ultimo ponte era statico, tranne la parte più vicina alla riva occidentale che sarebbe stata un ponte levatoio. L'isola nel fossato è chiamata l'Ottagono; gli scavi nell'Ottagono hanno portato alla luce un guardaroba (servizi igienici), suggerendo che potrebbe esserci stata una guardia sull'isola, anche se non è chiaro fino a che punto sia stata fortificata. L'Ottagono era collegato a un barbacane tramite un ponte, probabilmente levatoio. I ventotto servizi igienici del castello erano collegati direttamente al fossato che, secondo l'archeologo Matthew Johnson, sarebbe stato effettivamente una "fogna a cielo aperto."

### Esterno ed entrata

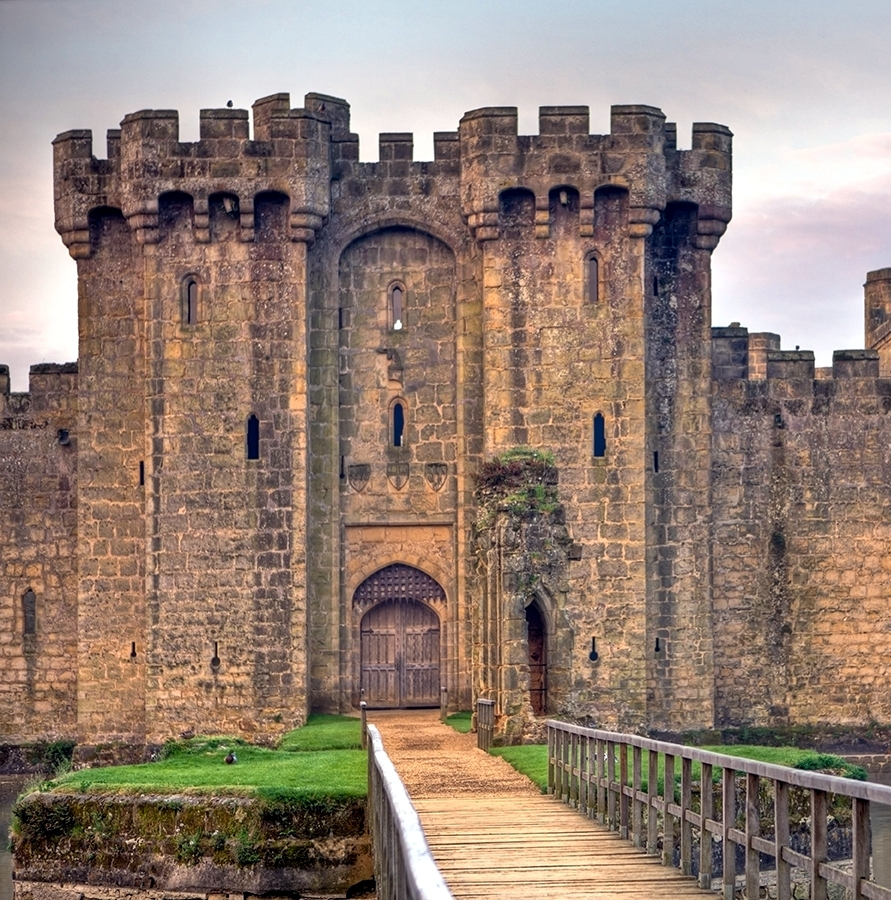
La guardiola principale del castello di Bodiam, con il barbacane di fronte e l'Ottagono di fronte a questo

Bodiam è un castello a base quadrangolare, di forma approssimativamente quadrata; questo tipo di castello, con un cortile centrale ed edifici disposti lungo la facciata continua, era tipico dell'architettura dei castelli del XIV secolo. Bodiam è stato descritto dallo storico militare Cathcart King come il più completo esempio superstite di un castello a base quadrangolare. Sono presenti torri circolari in ognuno dei quattro angoli, con torri quadrate centrali lungo le mura sud, est e ovest, mentre l'ingresso principale è una guardiola con due torri nella facciata nord del castello. È presente un secondo ingresso a sud, con un passaggio che attraversa la torre quadrata situata al centro delle mura meridionali. Le torri sono alte tre piani, più alte rispetto alle mura continue e agli edifici del castello strutturati invece su due piani.
Il barbacane, originariamente su due piani ma di cui sopravvive solo una parte del muro occidentale, si trovava tra l'Ottagono e l'ingresso principale nelle mura settentrionali. L'architettura superstite include una scanalatura per una saracinesca per la porta nord del barbacane, sebbene non siano presenti cerniere per le porte. La base di un guardaroba dimostra che il secondo piano avrebbe fornito lo spazio per un'abitazione, probabilmente una stanza di guardia. I disegni del tardo XVIII secolo mostrano il pianterreno del barbacane ancora in piedi, includendo dettagli quali il volteggio all'interno del corridoio.

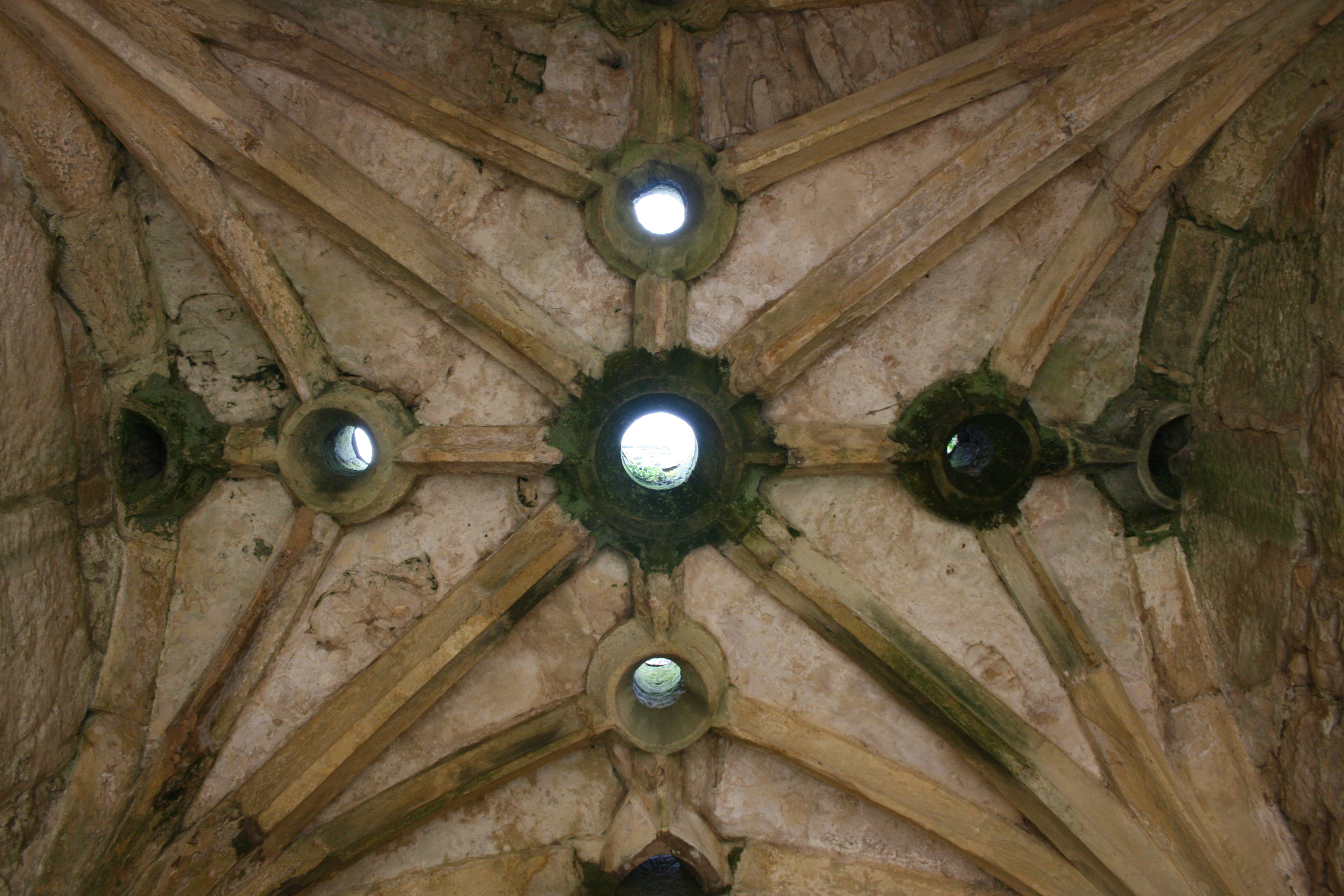
Le buche assassine nella guardiola del castello di Bodiam

Il corpo di guardia nelle mura nord del castello è alto tre piani ed è raggiungibile con un ponte fisso, mentre originariamente doveva essere unito al barbacane da un ponte levatoio. La parte superiore del corpo di guardia è dotata di piombatoie e l'accesso è sovrastato dalle feritoie posizionate nelle torri del corpo di guardia; la guardiola è l'unica parte del castello dotata di feritoie, mentre le mura continue e le torri sono costellate di finestre con finalità più domestiche che militari. Al pianterreno sono presenti delle stanze riservate alle guardie e al di sotto di queste si trova un piano interrato; il passaggio originariamente avrebbe dovuto essere dotato di tre saracinesche in legno. Il soffitto del passaggio attraverso il corpo di guardia è a volta ed è colmo di buche assassine. Le buche sono state probabilmente utilizzate per fare cadere oggetti su coloro che attaccavano il castello, con una funzione simile a quella delle feritoie, o per versare acqua per spegnere gli incendi.
Appena al di sopra della porta sono visibili tre stemmi scolpiti in bassorilievo: da sinistra a destra, vi sono gli stemmi delle famiglie Wardeaux, Dalyngrigge e Radynden. Alla famiglia Wardeaux apparteneva la moglie di Edward Dalyngrigge mentre i Radynden erano parenti dei Dalyngrigge. Sopra gli stemmi si trova una scultura che rappresenta la testa di un unicorno sopra a un elmo, un simbolo di nobiltà. Tre stemmi decorano anche il cancello posteriore: lo stemma centrale è di sir Robert Knolles, al cui servizio Edward Dalyngrigge aveva combattuto nella guerra dei cent'anni, ma quelli posti ai lati sono vuoti.

### Interno

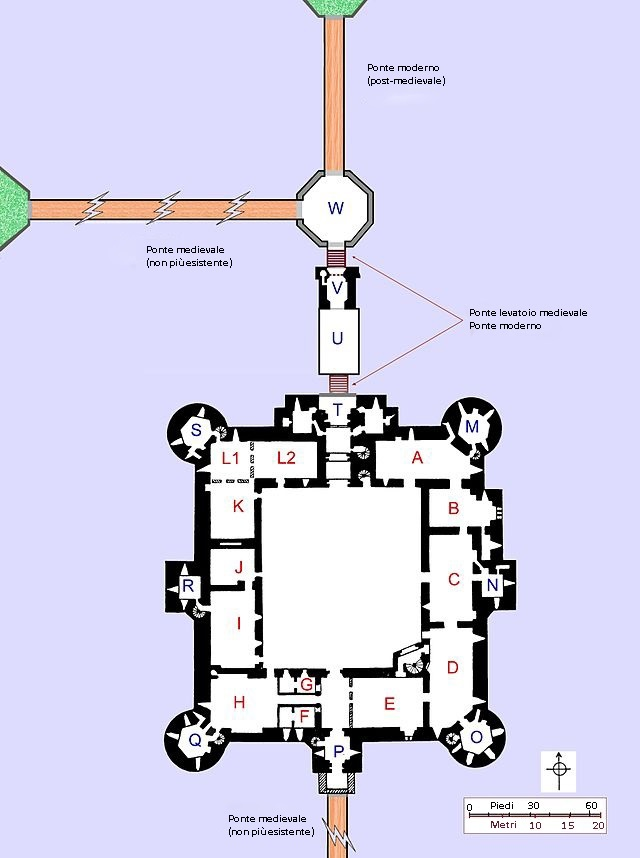
Planimetria del castello, incluse le sezioni delle mura non sopravvissute ed escluso il barbacane. A. Appartamenti domestici, B. Cappella, C. Camera, D. Camera grande, E. Sala grande, F. Bottiglieria, G. Dispensa, H. Cucina, I. Stanza dei servitori, J. Cucina dei servitori, K. Anticamera (?) (in alcune planimetrie K, L1 e L2 sono indicate come un'unica stanza, in alcune come due e in altre come tre), L1. Locali di servizio (?), L2. Stalle (?), M. Torre nord-est, N. Torre est, O. Torre sud-est, P. Torre della postierla, Q. Torre sud-ovest, R. Torre ovest, S. Torre nord-ovest (e prigione), T. Guardiola (con le stanze delle guardie a sinistra e a destra), U. Strada rialzata interna, V. Barbacane esterno. W. Strada rialzata esterna.

Sebbene l'esterno del castello di Bodiam sia perlopiù sopravvissuto l'interno non ha avuto la stessa sorte, tuttavia i resti sono sufficienti per potere tracciare la planimetria del castello. Gli edifici domestici all'interno del castello sono allineati con le mura continue e la struttura era divisa in aree separate per il signore e la sua famiglia, gli ospiti di alto rango, le guarnigioni e i servi. L'area meridionale del castello era provvista di una grande sala, delle cucine e delle annesse stanze. La sala grande, a est della postierla centrale, era ampia 7,30 per 12,20 metri e doveva essere stata alta quanto le mura; a ovest della sala grande si trovavano la dispensa e la bottiglieria, collegate alla sala grande tramite un passaggio con paravento. Tre arcate consentivano l'accesso alle diverse stanze: la dispensa, la bottiglieria e la cucina, quest'ultima situata all'estremità occidentale dell'area sud. Tale disposizione era tipica delle grandi abitazioni medievali; la sala grande era al centro della socialità del castello ed era il luogo in cui il signore intratteneva i suoi ospiti. La bottiglieria e la dispensa occupavano il piano inferiore e al di sopra si trovava una camera di cui si ignora la finalità. La bottiglieria era dotata di una cantina ed era utilizzata per conservare birra e vino, mentre in dispensa si trovavano le forniture per la cucina. Per evitare che il calore dei fuochi della cucina diventasse insopportabile, la cucina era alta quanto le mura, per dotarla di uno spazio sufficientemente ampio da assorbire al meglio il calore. Nella torre sud-ovest si trovava un pozzo, da cui sarebbe stata attinta l'acqua per uso domestico.
Lungo la parete orientale si trovano una cappella, una sala e un'anticamera; per ospitare la cappella, le mura in prossimità dell'angolo nord-est sporgono per 2,70 metri in più nel fossato, rispetto al resto della parete lungo il lato est. Immediatamente a sud della cappella si trovava l'alloggio principale del signore e della sua famiglia. Gli edifici erano strutturati su due piani di altezza e incorporavano una cantina, tuttavia rimane ancora difficile determinare l'esatta disposizione delle stanze.

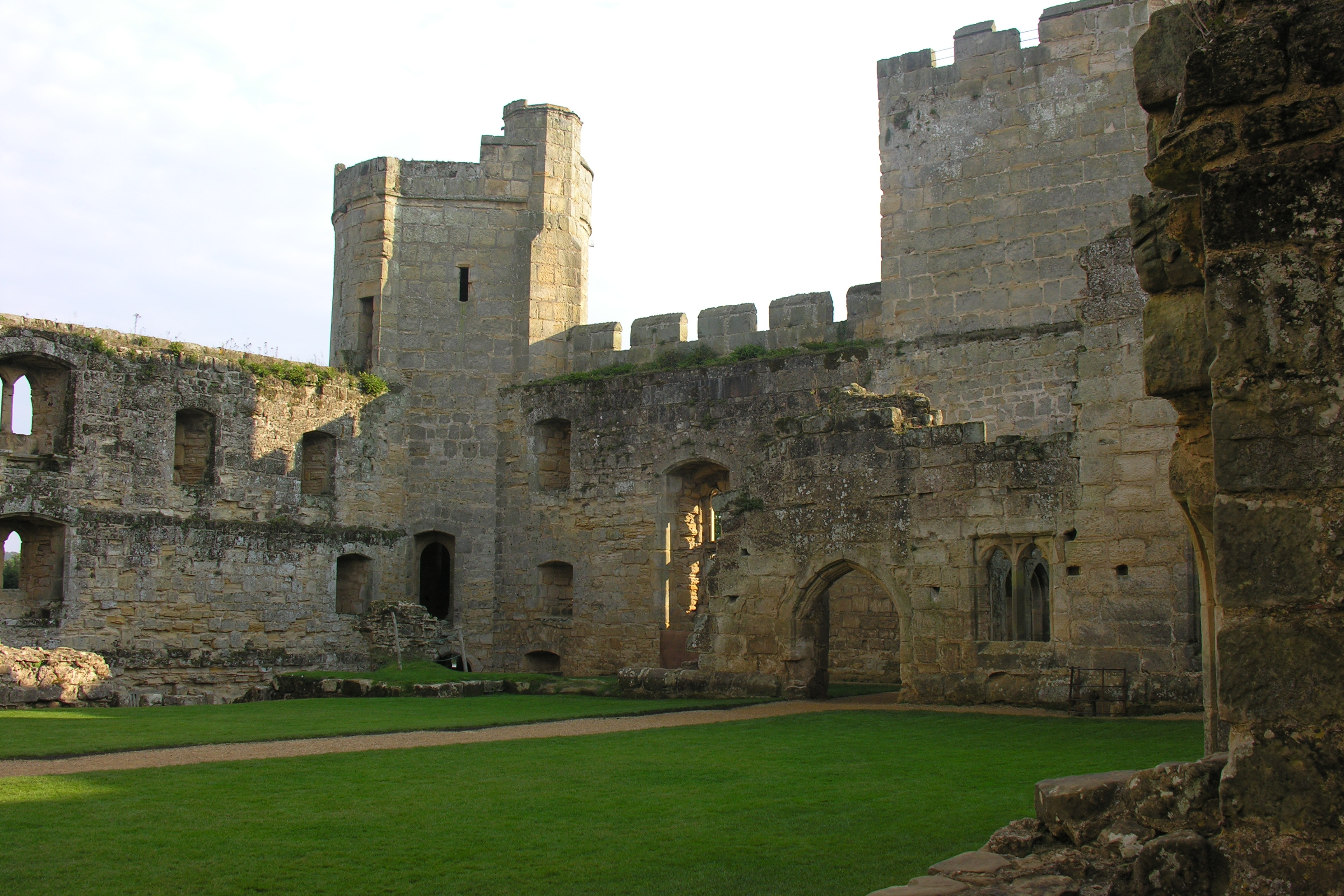
I resti dell'area sud del castello

Lungo le mura occidentali erano disposte una sala in più e una cucina, ma non è certo per cosa siano state utilizzate, sebbene sia probabile che fossero destinate ai servitori domestici. La cosiddetta "sala dei servitori" è priva di finestre sul suo lato occidentale e dovrebbe essere stata relativamente buia rispetto alla sala grande; inoltre, mentre questa aveva un ampio camino, la "sala dei servitori" ne era sprovvista. La sala era adiacente alla cucina dei servitori, alla quale era direttamente collegata, senza passaggi nascosti a unirle. Al di sopra della "sala dei servitori", che era limitata al pianterreno, si trovava una stanza senza camino la cui finalità rimane ignota.
A est della guardiola principale vi era un edificio a due piani con un seminterrato, che forse fu usato come magazzino, mentre i due piani superiori erano adibiti ad alloggi. Lo scopo degli edifici lungo l'estremità occidentale dell'area nord è incerto: per la disposizione sparsa, con poca disponibilità di luce, è stata suggerita l'ipotesi che questi edifici possano essere stati utilizzati come stalle, tuttavia non sono presenti le fognature solitamente collegate a tali strutture. La torre nell'angolo nord-ovest del castello era dotata di un guardaroba e di un camino su ciascuno dei tre piani al di sopra del pianterreno e possedeva inoltre un seminterrato.

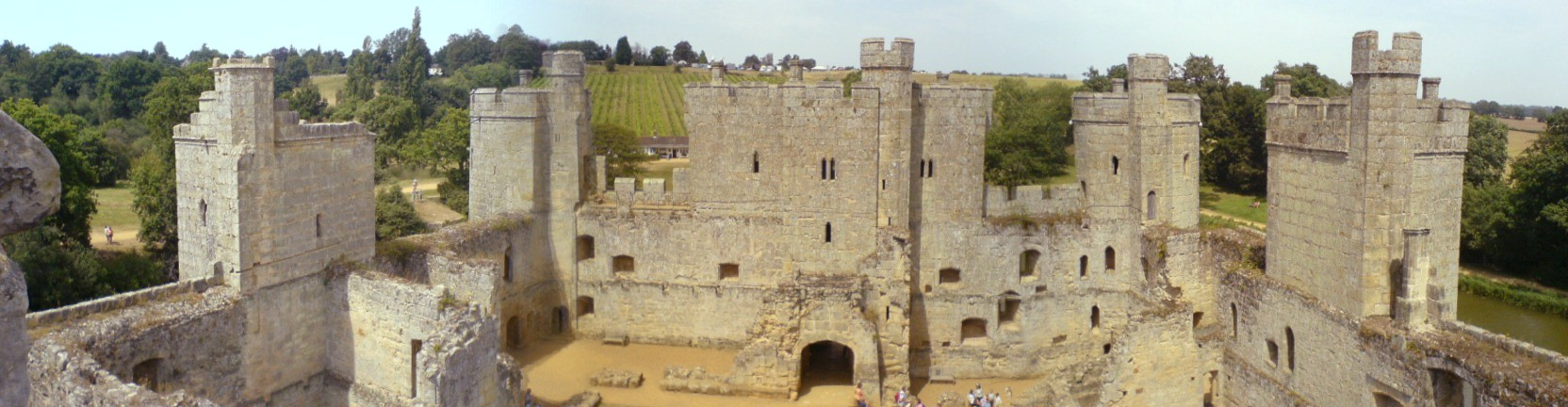
Interno del castello di Bodiam, visto dalla Torre sud. La parte posteriore della guardiola è al centro.

## Il castello nella cultura di massa
- Il castello di Bodiam è stato utilizzato come location per le riprese dei film Monty Python e il Sacro Graal, in cui fu chiamato castello di Swarp nella sequenza del "racconto di sir Lancillotto",[61] e L'arciere del re.[62]
- Nel 1915 uscì l'omonimo cortometraggio muto Bodiam Castle.[63]
- Nel castello è stato girato il videoclip del singolo The Celts, della cantante irlandese Enya.[64]
- Nel 1818 è stato pubblicato il poema Bodiam Castle. A poem, in six cantos, dedicato al castello.[65]